# Target (economia)
Target, che in lingua inglese significa bersaglio, è un termine utilizzato in economia e indicante un obiettivo posto come traguardo da raggiungere per una determinata strategia finanziaria, aziendale, commerciale o di marketing.

## Descrizione
La definizione del target fa parte del processo di definizione razionale dei comportamenti aziendali, che dato un obiettivo (il target appunto), definiscono le strategie e le attività per il suo raggiungimento. Il processo poi continua con la valutazione degli scostamenti, tra il target iniziale e il risultato raggiunto, che fornisce elementi per correggere o rivedere i nuovi obiettivi aziendali o le strategie poste in essere per il loro raggiungimento.

## Tipologia
Il target può essere un obiettivo di alto livello, e allora si sostanzia in un macro obiettivo come può esserlo il raggiungimento di una determinata percentuale di profitto, o di più basso livello, determinato in base a delle strategie di marketing ideate per particolari segmenti di clientela. Un esempio per questo caso, potrebbe essere dato dalla percentuale di risposte ottenute da una campagna di marketing.

## Caratteristiche
Il target deve essere:
- definito, si devono evitare cioè definizione generiche e non univoche;
- misurabile;
- raggiungibile, nel senso che occorre evitare di porre alla base di strategie aziendali obiettivi irrealizzabili.